# 1755 год в музыке

## События
- Уильям Бойс назначен Мастером королевской музыки.
- Композитор и актёр Томас Арн и его жена, сопрано Сесилия Янг (англ. Cecilia Young), решили разойтись после совместных выступлений в Ирландии.
- Фердинандо Бертони стал хормейстером Больницы для нищих (итал. Ospedale dei Mendicanti) в Венеции.

## Классическая музыка
- Карл Генрих Граун — страстная оратория «Смерть Иисуса» (нем. Der Tod Jesu).
- Леопольд Моцарт — дивертисмент Фа мажор «Музыкальное катание на санях» (нем. Eine musikalische Schlittenfahrt, LMV VIII:8).
- Георг Филипп Телеманн — оратория «Смерть Иисуса» (нем. Der Tod Jesu, TWV 5:6).

## Опера
- Иоганн Фридрих Агрикола — «Храм любви» (итал. Il tempio d’amore).
- Пьер Монтан Бертон — «Девкалион и Пирр» (фр. Deucalion et Pyrrha).
- Эджидио Дуни — «Олимпиада» (итал. L’Olimpiade).
- Карл Генрих Граун — «Монтесума» (нем. Montezuma, либретто короля Фридриха Великого)

## Родились
- 16 января — Мария Терезия Алефельд, первая женщина-композитор Дании (умерла в 1810).
- 5 февраля — Каролина Мюллер, датская и позже шведская певица (меццо-сопрано), танцовщица и актриса, руководитель театральной академии Драматическая школа[англ.], член Королевской шведской академии музыки (умерла в 1826).
- 2 марта — Антуан-Фредерик Гренек (фр. Antoine-Frédéric Gresnick), бельгийский оперный композитор (умер в 1799).
- 12 мая — Джованни Баттиста Виотти, итальянский скрипач-виртуоз и композитор, директор французских и итальянских опер в Париже и Лондоне (умер в 1824).
- 22 мая — Гаэтано Андреоцци, итальянский оперный композитор (умер в 1826).
- 18 июня — Луиза Розали Дюгазон, французская оперная певица (меццо-сопрано), актриса и танцовщица, мать Гюстава Дюгазона (умерла в 1821).
- 10 ноября — Франц Антон Рис[нем.], немецкий скрипач и капельмейстер (умер в 1846).
- 30 ноября — Агнешка Трусколяска (пол. Agnieszka Truskolaska), польская актриса, оперная певица и театральный режиссёр (умерла в 1831).
- дата неизвестна — Джон Кристофер Мёллер (англ. John Christopher Moller), один из первых американских композиторов и музыкальных издателей (умер в 1803).

## Умерли
- 11 января — Жозеф-Никола-Панкрас Руайе, французский композитор и клавесинист (род. в 1705).
- 19 января — Жан-Пьер Кристин[англ.], французский математик, физик, астроном и музыкант (род. в 1683).
- Апрель — Анастейша Робинсон[англ.], английская оперная певица (сопрано, позже контральто) в эпоху барокко (род. около 1692).
- 21 июня — Джованни Порта, итальянский оперный композитор (род. около 1675).
- 4 июля — Джон Сенник[англ.], методистский и моравский священник, автор гимнов (род. в 1718).
- 6 июля — Пьетро Паоло Бенчини (итал. Pietro Paolo Bencini), итальянский композитор и капельмейстер (род. около 1670).
- 9 июля — Иоганн Готлоб Харрер (нем. Johann Gottlob Harrer), немецкий композитор и хормейстер (род. в 1703).
- 30 сентября — Франческо Дуранте, итальянский композитор (род. в 1684).
- 4 октября — Джон Клерк[англ.], шотландский политик, адвокат, судья и композитор (род. в 1676).
- 28 октября — Жозеф Боден де Буамортье, французский композитор (род. в 1689).
- 25 ноября — Иоганн Георг Пизендель, немецкий барочный музыкант и композитор, долгие годы руководил Саксонской государственной капеллой (род. в 1687).
- 1 декабря — Морис Грин, английский органист и композитор (род. в 1696).
- 8 декабря — Батистен Стук, французский виолончелист и композитор эпохи барокко итало-немецкого происхождения (род. в 1680).
- дата неизвестна
  - Александр Гордон[англ.], шотландский антиквар и певец (род. около 1692).
  - Мануэль де Сумая[англ.], самый известный мексиканский композитор колониального периода Новой Испании (род. около 1678).